# Mirococcopsis nagyi
Mirococcopsis nagyi är en insektsart som beskrevs av Ferenc Kozár 1981. Mirococcopsis nagyi ingår i släktet Mirococcopsis och familjen ullsköldlöss. Inga underarter finns listade i Catalogue of Life.